# Slag bij Garnett's en Golding's Farm
De Slag bij Garnett's and Golding's Farm vond plaats op 27 juni en 28 juni in Henrico County, Virginia tijdens de Amerikaanse Burgeroorlog. Deze slag maakt deel uit van de Zevendagenslag tijdens de Schiereiland-veldtocht. Terwijl de Slag bij Gaines' Mill in volle hevigheid woedde ten noorden van de Chickahominy voerde brigadegeneraal John B. Magruder een verkenning uit die zou leiden tot een kleine strijd met de Noordelijken bij Garnett's Farm. Op 28 juni vielen de Zuidelijken opnieuw aan bij Golding’s Farm. Hun aanval werd afgeslagen. Deze acties vergrootte de vrees van de Noordelijken dat de Zuidelijken ook ten zuiden van de rivier een grootscheepse aanval zouden uitvoeren.

## Achtergrond
De Zevendagenslag begon met een kleine Noordelijke aanval bij Oak Grove op 25 juni 1862. De Noordelijken verloren hierna het initiatief toen generaal Robert E. Lee een eigen offensief inzette. De Zuidelijken vielen aan bij Beaver Dam Creek op 26 juni en Gaines' Mill op 27 juni. Het Army of the Potomac begon hierna zich terug te trekken naar de James River.
Lee’s cavalerie melded dat de Noordelijke troepen hun stellingen bij de Richmond and York River spoorweg en White House hadden verlaten. Samen met de stofwolken in de verte overtuigde Lee ervan dat McClellan zich terug trok naar de James.

## De slag
Terwijl Lee de hoofdaanval uitvoerde bij Gaines’ Mill op 27 juni voerden de Zuidelijken ten zuiden van de Chickahominy verkenningen uit om de locatie van McClellans leger te vinden. Brigadegeneraal John B. Magruder beval brigadegeneraal Robert Toombs om de vijand te lokaliseren. Toombs, een politicus uit Georgia met een afkeer voor professionele soldaten, voerde in de plaats een aanval uit op de stellingen van brigadegeneraal William F. "Baldy" Smiths VI Corps bij de boerderij van James M. Garnett. Deze aanval werd met gemak afgeslagen door Winfield S. Hancocks brigade. Er vielen 271 slachtoffers bij de Zuidelijken.
Op 28 juni viel Toombs opnieuw aan bij de boerderij van Simon Golding. Toombs gaf op eigen initiatief het bevel aan brigadegeneraal George T. Anderson om ook de aanval in te zetten. De 7th en 8th Georgia van Andersons brigade gingen Toombs brigade vooraf en kregen het zwaar te verduren door de tegenaanval van de 49th Pennsylvania en de 43rd New York. De Zuidelijken verloren hierbij 156 soldaten.

## Gevolgen
Dit waren de enige aanvallen ten zuiden van de Chickahominy. Ze overtuigden McClellan ervan dat hij aangevallen werd uit meerder richtingen door een veel sterkere vijand. Daarom besliste bij om zijn leger terug te trekken naar de James River.
Lee bleef de achtervolging volhouden wat op 29 juni zou resulteren in de Slag bij Savage's Station.